# Estación de Muntanya
La estación de Muntanya de las líneas 9 y 10 del metro de Barcelona dará servicio a la zona norte del distrito de Gracia. La estación tendrá un solo acceso, que estará ubicado en la Travessera de Dalt con la avenida del Santuario de San José de la Montaña, que contará con escaleras mecánicas y ascensores. Es de notar que los turistas que vayan al parque Güell ya no bajarán en Lesseps sino en ésta. Tanto los turistas como los lugareños, pocos metros más arriba, dispondrán de unas escaleras mecánicas para acceder al parque. El 12 de marzo del 2011 el Consejero de Territorio y Sostenibilidad, Lluís Recoder, anunció que debido a un recorte presupuestario, la entrada en servicio de la estación quedaba pospuesto sine die.
| << cabecera | < estación | línea  | estación > | cabecera >> |
| ----------- | ---------- | ------ | ---------- | ----------- |
| Metro       |            |        |            |             |
| Aeroport T1 | Lesseps    | (20??) | Sanllehy   | Can Zam     |
| Pratenc     | Lesseps    | (20??) | Sanllehy   | Gorg        |

- Datos: Q5846779